# Runda
Runda ist ein Sektor im Distrikt Kamonyi in der Südprovinz von Ruanda.

## Geographie
Der Sektor Runda hat eine Fläche von 51,2 km² und liegt auf einer Höhe von etwa 1645 m. Im Nordosten wird er durch den Fluss Nyabarongo begrenzt. Durch den Sektor verläuft die Nationalstraße 1, an der von Westen nach Osten die Orte Nkoto, Muganza, Ruyenzi und Kamuhanda liegen. Nachbarsektoren innerhalb des Distrikts sind Ngamba im Nordwesten, Rukoma im Westen, Gacurabwenge im Südwesten und Rugarika im Süden. Im Osten grenzt der Sektor an den Distrikt Nyarugenge und im Norden an den Distrikt Rulindo.

## Bevölkerung
Die Bevölkerung lag nach der Volkszählung von 2012 bei 34.839. Zehn Jahre später waren es 72.778. Der urbane Bevölkerungsanteil im Sektor bestehend aus den Orten Kamuhanda und Ruyenzi lag 2012 bei 12.995 und im Jahr 2022 bei 66.151.